# しろませいゆう
しろま せいゆう（1963年 - ）は、日本の絵本作家、アーティスト。沖縄県那覇市出身。

## 経歴
2016年、「沖縄県わったーバス党」事業で、沖縄県庁前の県民広場天井画「沖縄をバスで行こう」を制作する。
2018年、那覇市新商品開発支援事業の「龍柱会議」で、「なは土産」キャラクター（龍柱・うふシーサー・那覇大綱・那覇ハーリー・那覇のマグロ・オオゴマダラ・琉球泡盛の７つ）を手がける。
沖縄タイムス社 日曜版こども新聞 “ワラビー” にて『読み聞かせ劇場』を2015年より連載し、2018年度沖縄県公共図書館連絡協議会共済事業において、県内16カ所の図書館で「沖縄タイムス“ワラビー”連載『読み聞かせ劇場』パネルと原画の巡回展」を開催した。

## 絵本
- 『クワガタどこどこ』岩崎書店、1997年 ISBN 978-4265034444
- 『おうさまのおしろ』らんか社、2013年（沖縄県推奨優良図書） ISBN 978-4883301799
- 『歌うの大好きミミクジラー』沖縄タイムス社、2016年（沖縄県推奨優良図書） ISBN 978-4871272346
- 『まんぐーすのプーヒヤー』沖縄タイムス社、2017年 ISBN 978-4871272452
- 『転校生のウトゥルさん』沖縄タイムス社、2019年 ISBN 978-4-871272643

## 受賞歴
- 1984年 第2回 JACA日本イラストレーション展特別賞
- 1986年 第6回 小学館童画新人大賞
- 1987年 第8回 講談社童画グランプリ（講談社児童局賞）
- 1990年 第15回 集英社週刊ヤングジャンプ 金の熊賞（グランプリ）
- 1990年 第42回 沖展デザイン部門 沖展賞
- 1992年 ボンシック・グラフィックアート展（優秀賞）
- 1993年 第4回 りゅうせき美術賞展大賞
- 1994年 第4回 花の美術大賞展協賛企業賞
- 1995年 第2回 感動創造美術展奨励賞
- 1995年 FUKUIサムホール美術展奨励賞
- 1997年 第12回 ユザワヤ創作大賞展 絵画部門大賞
- 1999年 第15回 多摩総合美術展朝日新聞社賞
- 2004年 第1回国際絵本コンクール「王さま 王さま 王さまのおしろ」 （大賞）
- 2011年 第13回 山田養蜂場 ミツバチの童話と絵本のコンクール最優秀絵本賞
- 2018年 第38回 沖縄タイムス出版文化賞[6]「まんぐーすのプーヒヤー」（児童部門賞）
- 2018年 第52回 沖縄タイムス芸術選賞[7]（奨励賞）